# Ebracteola
Ebracteola es un género con cuatro especies de plantas suculentas perteneciente a la familia Aizoaceae. 

## Taxonomía
El género  fue descrito por Dinter & Schwantes y publicado en Zeitschrift für Sukkulentenkunde. Berlin 3: 15, 24. 1927. La especie tipo es: Ebracteola montis-moltkei (Dinter) Dinter & Schwantes

## Especies aceptadas
A continuación se brinda un listado de las especies del género Ebracteola aceptadas hasta julio de 2011, ordenadas alfabéticamente. Para cada una se indica el nombre binomial seguido del autor, abreviado según las convenciones y usos.
- Ebracteola candida L.Bolus
- Ebracteola fulleri (L.Bolus) Glen
- Ebracteola montis-moltkei (Dinter) Dinter & Schwantes
- Ebracteola wilmaniae (L.Bolus) Glen